# Irmak Örnek
Irmak Örnek (Esmirna, 20 de agosto de 1987) es una actriz, bailarina y modelo turca, conocida por interpretar el papel de Şirin Turhan en la serie Cesur ve Güzel.

## Biografía
Irmak Örnek nació el 20 de agosto de 1987 en Esmirna (Turquía), y además de actuar practica baile latinoamericano.

## Carrera
Irmak Örnek se graduó en el departamento de relaciones públicas y publicidad de la Universidad de Economía de Esmirna. Más tarde se mudó a Estambul, donde completó su maestría en actuación avanzada en la Universidad de Bahçeşehir, mientras que en 2012 se incorporó al teatro municipal.
En 2011 hizo su primera aparición en la pantalla chica en la serie Bizim Yenge, donde interpretó el papel de Mells. Al año siguiente, en 2012, interpretó el papel de Ayse en la serie Veda. En 2013 interpretó el papel de Ebru en la película Dabbe: Cin Çarpmasi dirigida por Hasan Karacadag. Al año siguiente, en 2014, interpretó el papel de Asli en la serie Merhamet. En 2015, interpretó el papel de Aylin en la película Nadide Hayat dirigida por Cagan Irmak.
En 2016 y 2017 se unió al elenco de la serie Cesur ve Güzel con el papel de Şirin Turhan. En 2018 interpretó el papel de Öznur en la serie Bir Umut Yeter. En el 2021 protagonizó la serie Menajerimi Ara. En el mismo año interpretó el papel de Yagmur en la serie Ikimizin Sirri.

## Filmografía

### Cine
| Año  | Título              | Personaje | Director        |
| ---- | ------------------- | --------- | --------------- |
| 2013 | Dabbe: Cin Çarpmasi | Ebru      | Hasan Karacadag |
| 2015 | Nadide Hayat        | Aylin     | Cagan Irmak     |

### Televisión
| Año       | Título         | Personaje    | Notas        |
| --------- | -------------- | ------------ | ------------ |
| 2011      | Bizim Yenge    | Mells        |              |
| 2012      | Veda           | Ayse         |              |
| 2014      | Merhamet       | Asli         |              |
| 2016-2017 | Cesur ve Güzel | Şirin Turhan | 32 episodios |
| 2018      | Bir Umut Yeter | Öznur        | 6 episodios  |
| 2021      | Menajerimi Ara |              | 1 episodio   |
| 2021      | Ikimizin Sirri | Yagmur       | 10 episodios |

## Teatro
| Año       | Título            | Personaje      | Director      | Teatro                               |
| --------- | ----------------- | -------------- | ------------- | ------------------------------------ |
| 2012-2015 | Cicek Prenses     |                |               | Teatro Sehir Tiyatrolari de Estambul |
| 2012-2016 | Zengin Mutfagi    | Hizmetci Kiz   | Asli Ongoren  | Teatro Sehir Tiyatrolari de Estambul |
| 2013      | Para              |                | Engin Gurmen  | Teatro Sehir Tiyatrolari de Estambul |
| 2015      | Lysistrata        | Kemal Kocaturk |               | Teatro Sehir Tiyatrolari de Estambul |
| 2015-2016 | Waiting for Romeo | Talya          | Serkan Ustune | Teatro Yan Etkri                     |

## Programas de televisión
| Año  | Título    |
| ---- | --------- |
| 2011 | Muzikonet |